# アルバイヘール
アルバイヘール（モンゴル語: Арвайхээр; ᠠᠷᠪᠠᠶᠢᠬᠡᠭᠡᠷ、英語: Arvaikheer、「大麦の大草原」を意味する）はモンゴル国ウブルハンガイ県の県庁所在地で、同国の最も中心的な場所の一つである。

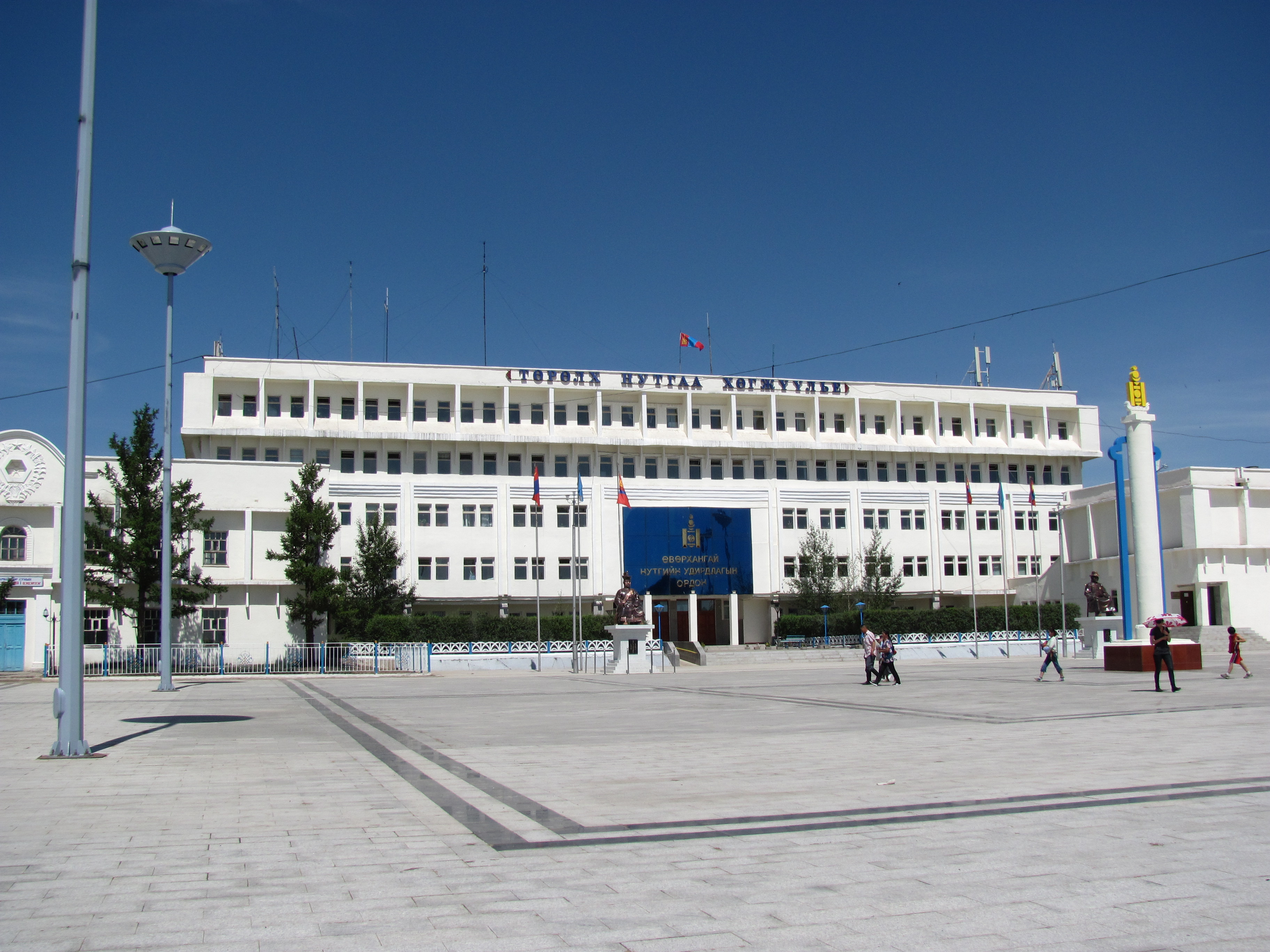
県庁の建物

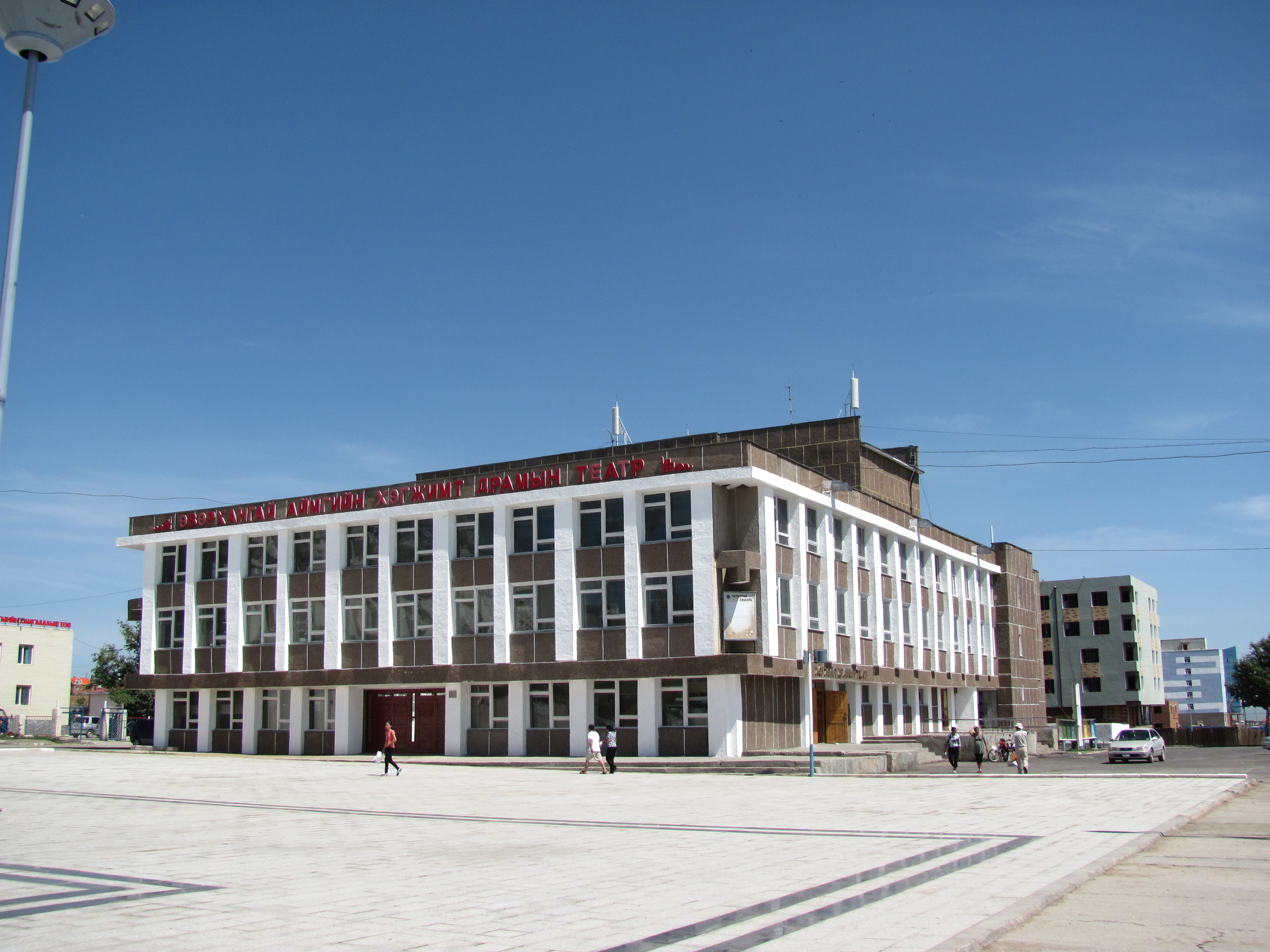
劇場

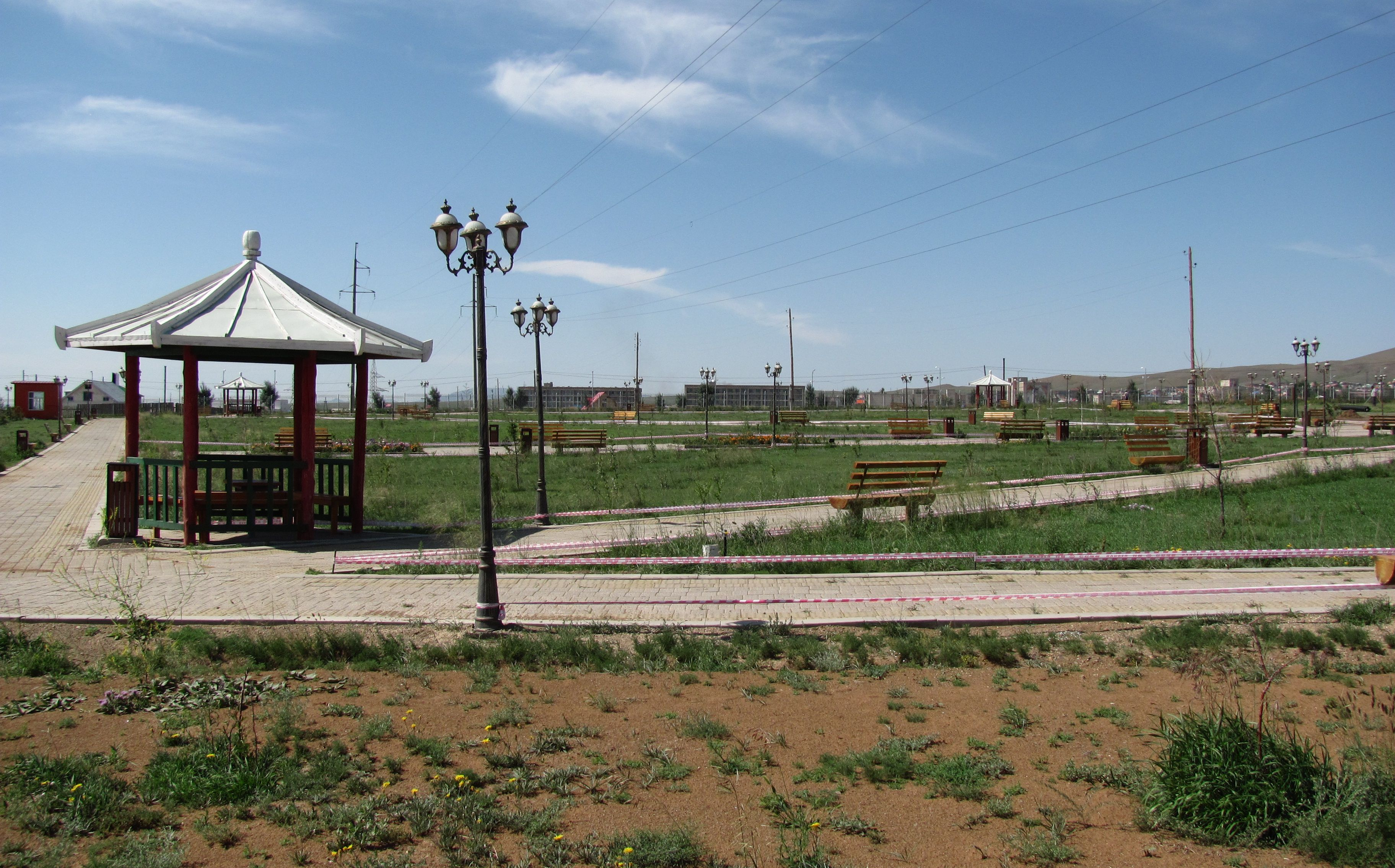
新公園

伝統的な工芸品、ヤギ飼い、乗馬スポーツの中心地で、地域の大きな乗馬祭が毎年開催される。アルバイヘールの人口は19,058（2000年国勢調査）、23,298（2004年推定）、24,954（2006年推定）、25,622（2008年推定）である。同アイマク内で他よりはるかに大きな最大の都市である。

## 気候
アルバイヘールは寒冷ステップ気候（ケッペンの気候区分 BSk）で、モンゴルの標準からすると穏やかな夏と比較的穏やかな冬になっている。1月の平均気温と6月の平均気温との差は30℃で、モンゴルではアルハンガイ県のツェツェルレグと並んで最も穏やかな場所となっている。モンゴル中央部の微気候に位置し、国内の他の地域に比べ冬の厳しさが穏やかである。ハンガイ山脈東側の丘のふもとにあって1,813メートル (5,948 ft)の標高があることにより、低い盆地にたまった冷たい空気の集まりから距離を置くことができ気候の穏やかさにつながっている。最も降水が多いのは夏で、雨として降る。その他3月、4月、10月には雪も降る。冬は非常に乾燥している。
| アルバイヘールの気候     | アルバイヘールの気候 | アルバイヘールの気候 | アルバイヘールの気候 | アルバイヘールの気候 | アルバイヘールの気候 | アルバイヘールの気候 | アルバイヘールの気候 | アルバイヘールの気候 | アルバイヘールの気候 | アルバイヘールの気候 | アルバイヘールの気候 | アルバイヘールの気候 | アルバイヘールの気候 |
| 月                       | 1月                  | 2月                  | 3月                  | 4月                  | 5月                  | 6月                  | 7月                  | 8月                  | 9月                  | 10月                 | 11月                 | 12月                 | 年                   |
| ------------------------ | -------------------- | -------------------- | -------------------- | -------------------- | -------------------- | -------------------- | -------------------- | -------------------- | -------------------- | -------------------- | -------------------- | -------------------- | -------------------- |
| 最高気温記録 °C （°F）   | 5.4 (41.7)           | 13.7 (56.7)          | 22.8 (73)            | 24.6 (76.3)          | 28.4 (83.1)          | 31.7 (89.1)          | 32.3 (90.1)          | 33.1 (91.6)          | 28.6 (83.5)          | 20.5 (68.9)          | 15.1 (59.2)          | 13.8 (56.8)          | 33.1 (91.6)          |
| 平均最高気温 °C （°F）   | −8.5 (16.7)          | −6.4 (20.5)          | 0.1 (32.2)           | 8.6 (47.5)           | 16.4 (61.5)          | 21.0 (69.8)          | 21.4 (70.5)          | 20.1 (68.2)          | 15.2 (59.4)          | 8.2 (46.8)           | −1.0 (30.2)          | −6.7 (19.9)          | 7.37 (45.27)         |
| 日平均気温 °C （°F）     | −14.7 (5.5)          | −13.0 (8.6)          | −6.6 (20.1)          | 1.3 (34.3)           | 9.2 (48.6)           | 14.0 (57.2)          | 15.3 (59.5)          | 13.9 (57)            | 8.4 (47.1)           | 1.4 (34.5)           | −7.1 (19.2)          | −12.8 (9)            | 0.77 (33.38)         |
| 平均最低気温 °C （°F）   | −20.0 (−4)           | −18.6 (−1.5)         | −12.4 (9.7)          | −4.9 (23.2)          | 2.6 (36.7)           | 7.7 (45.9)           | 10.0 (50)            | 8.4 (47.1)           | 2.7 (36.9)           | −4.3 (24.3)          | −12.6 (9.3)          | −18.2 (−0.8)         | −4.97 (23.07)        |
| 最低気温記録 °C （°F）   | −32.7 (−26.9)        | −29.3 (−20.7)        | −27.4 (−17.3)        | −18.6 (−1.5)         | −9.0 (15.8)          | −0.5 (31.1)          | 1.3 (34.3)           | −0.1 (31.8)          | −7.8 (18)            | −18.7 (−1.7)         | −25.4 (−13.7)        | −31.1 (−24)          | −32.7 (−26.9)        |
| 降水量 mm （inch）       | 0.8 (0.031)          | 1.3 (0.051)          | 4.3 (0.169)          | 7.6 (0.299)          | 14.5 (0.571)         | 34.5 (1.358)         | 60.1 (2.366)         | 53.6 (2.11)          | 19.9 (0.783)         | 6.6 (0.26)           | 2.9 (0.114)          | 1.5 (0.059)          | 207.6 (8.171)        |
| 平均降水日数 （≥1.0 mm） | 0.2                  | 0.4                  | 1.2                  | 1.8                  | 3.1                  | 6.1                  | 11.0                 | 9.3                  | 3.1                  | 1.4                  | 0.8                  | 0.3                  | 38.7                 |
| 出典：NOAA (1961-1990)   |                      |                      |                      |                      |                      |                      |                      |                      |                      |                      |                      |                      |                      |

## 交通
アルバイヘール空港には未舗装の滑走路が1本あり、ウランバートルとアルタイ市への定期便が運行されている。アルバイヘールからウランバートルへは舗装道路が通じており、公共バスで行き来することができる。

## 名所とインフラ
1990年まで、アルバイヘールはソビエト軍の大きな部隊の司令部が置かれており、街の日常生活に大きな影響を与えていた。しかしソビエト共産主義崩壊後、多くの公共建築で修復や建て替えが行われた（例：街の東部にある体育館）。大きな公園が反対側に作られ、また別の公共の公園が街中心の西部に建設されている。アルバイヘールは乾燥した気候で年間降水量が254.2mmしかないので、木や花を植えるのは難しい。ほとんどの住民はゲルには住まず、石造りの家を建てて住んでいる。街中心部には都市管理部の建物や劇場など興味深い現代建築がいくつか存在する。これらは最近になって中心の広場で修復された。アルバイヘールの本通りは広い並木道になっていて、1990年以前のモンゴル人民共和国時代の日付がある2つのモニュメントがある。これも訪問の価値がある。
ガンダン・ムンツァグラン・キルド（Gandan Muntsaglan Khiid）は中央広場から約1マイル (1.6 km)のところに位置する比較的大きな修道院である。1937年、ホルローギーン・チョイバルサンの命令により取り壊されたが、1991年に再建された。現在、約60人の僧侶がここで暮らしている。
カラコルム由来のさまざまな化石や文化遺産をみることができるアイマク博物館も訪れる価値がある。もう一つの博物館はジェプツンタンパ1世（ザナバザル）に関するものを展示している。
アルバイヘールには大きな病院、幼稚園、そしてさまざまな学校や大学がある。3つのホテル、インターネットカフェ、レストランが中心部にある。モンゴル国内にある他の街と比べ、店の種類が豊富である。

## 参照情報
1. ↑  Övörkhangai Aimag Sums Statistics, 2009
2. ↑  “Arvaikheer Climate Normals 1961-1990”.  National Oceanic and Atmospheric Administration. 2013年1月14日閲覧。
3. ↑  Werner Elstner: Mongolei, p. 132. Berlin 1993.
4. ↑  Marion Wisotzki: Mongolei, p. 184. Berlin 2010
5. ↑  Michael Kohn: Mongolia, p. 117. London 2008.
6. ↑  Michael Kohn: Mongolia, p. 118. London 2008.

座標: 北緯46度15分58秒 東経102度46分40秒 / 北緯46.26611度 東経102.77778度